# Slag bij Montgisard
De Slag bij Montgisard vond plaats tussen het koninkrijk Jeruzalem en de Ajjoebiden onder leiding van Saladin op 25 november 1177. Het slagveld Montgisard ligt bij Ramla in het huidige Israël.

## Achtergrond
In 1177 stond het kruisvaarderskoninkrijk voor een onvermijdelijke opvolgingskwestie. Koning Boudewijn IV kon door zijn melaatsheid geen troonopvolger verwekken. Zijn zuster Sibylla was als weduwe alleen gelaten en was zwanger van Willem van Monferrat, waardoor de edelen op zoek gingen naar een passende kandidaat voor de troon naast haar. Toen arriveerde net Filips van de Elzas op pelgrimsbezoek en die wilde dat Sibylla uitgehuwelijkt werd aan een van zijn vazallen. Filips en Boudewijn maakten ook plannen om een nieuwe alliantie aan te gaan met het Byzantijnse Rijk, om vervolgens een frontale aanval uit te voeren op Egypte, maar geen van deze plannen kwam tot uitvoering.
Intussen was Saladin zijn eigen plannen aan het maken om het koninkrijk Jeruzalem binnen te vallen vanuit Egypte. Boudewijn kwam achter deze plannen en trok met 375 ruiters naar Ashkelon om daar een blokkade op te richten, maar werd daar al geconfronteerd met Saladin en zijn manschappen (zijn leger zou volgens Willem van Tyrus uit 26.000 manschappen bestaan). Boudewijn werd vergezeld door Reinoud van Châtillon; deze had 16 jaar gevangengezeten in Aleppo en was in 1176 vrijgelaten. Reinoud nam het bevel over van Boudewijn, die te ziek was om leiding te geven. Anderen aanwezige edelen waren Odo de St. Amand, meester der Tempeliers, Boudewijn van Ibelin en zijn broer Balian, Reginald van Sidon en Jocelin III van Edessa. Een andere Tempeliersgarde wilden ook aansluiten bij Boudewijn, maar werd belegerd in Gaza.

## De slag
Saladin vervolgde zijn mars richting Jeruzalem, met achterlating van een deel van zijn garnizoen om Boudewijn te blokkeren. Hij dacht daarbij dat Boudewijn hem niet zou durven volgen met zo weinig manschappen. Ondertussen ondernam hij aanvallen op Ramla, Lydda en Arsuf, maar omdat Boudewijn in Saladins ogen geen gevaar meer was, liet hij zijn leger uitspreiden over de verdeelde gebieden om zo grond in te nemen. Intussen hadden zowel Boudewijn als de Tempeliers hun blokkades gebroken en marcheerden in de richting van de kust, hopend dat ze onderweg Saladin zouden treffen voordat hij Jeruzalem kon bereiken.
Boudewijn kon in alliantie met de Tempeliers snel een legermacht op de been brengen van enkele duizenden infanteristen en een honderdtal ruiters. Ze troffen Saladin bij Montgisard, vlak bij Ramla, wat Saladin enorm verbaasde; zijn leger was niet klaar voor een aanval. Saladin formeerde zijn leger zo snel als dat hij kon en maakte een centrale linie met twee uitstekende vleugels, zowel links als rechts. Een van die twee werd geleid door zijn neef Taqi ad-Din. De cavalerie had nog niet gerust sinds ze vertrokken waren uit Egypte; daarbij waren de paarden oververmoeid. Ondertussen was Saladin zijn vleugellinies aan het afbakenen voor een mogelijke aanval, maar ondertussen ondernamen de christenen een centrumaanval.
Bij deze aanval werd een groot gedeelte van het moslimcentrum frontaal aangevallen en leed het grote verliezen; hun bagage werd daarbij ingenomen. De zoon van Taqi ad-Din, Ahmed, kwam bij deze slag om het leven, en de belangrijke jurist Diya ad-Din werd gevangengenomen. Saladin had het geluk te kunnen ontsnappen omdat hij een race-kameel bereed. Boudewijn achtervolgde Saladin tot zonsondergang, waarna hij de nacht doorbracht in Ashkelon. Saladin wist te vluchten naar Egypte, maar wel onder erbarmelijke omstandigheden, wat gepaard ging met tien dagen regen en honger. Daarbij verloor hij 90% van zijn leger, waaronder zijn persoonlijke mammelukse lijfwachten.

## Nasleep
Saladin was bevreesd dat zijn achterban in zowel Egypte als in Syrië, propaganda zou gaan verspreiden dat de kruisvaarders eigenlijk de slag zou hebben verloren. Boudewijn liet zijn overwinning gelden met het bouwen van een benedicte abdij op de plaats van het slagveld, toegewijd aan Sint Katherine van Alexandria, wiens feestdag op de dag van de veldslag werd gevierd. Echter was de slag een zware, Roger de Moulins, meester van de Hospitaalridders, rapporteerde dat 1.100 manschappen waren gesneuveld en 750 huiswaarts keerden met ernstige verwondingen.
Ondertussen waren Raymond III van Tripoli en Bohemund III van Antiochië aangesloten bij Filips van de Elzas op een afgescheiden expeditie naar Harim in Syrië, het beleg van Harim vond plaats tot 1178 en Saladins nederlaag bij Montgisard zorgde ervoor dat hij tot dan niks kon ontzetten in Syrië. Ondanks een jaar van enige rust in de Levant, was Saladin eind 1179 weer sterk genoeg geworden om nieuwe aanvallen te doen op het koninkrijk Jeruzalem, met daarbij de klein gewonnen veldslag bij Marj Ayyun datzelfde jaar, vormde het een begin van een nieuwe tienjarige veldtocht dat tot de overwinning bij de Slag van Hattin zou leiden voor de Ajjoebidden.

## Fictie
In de film Kingdom of Heaven uit 2005 refereert Boudewijn IV (gespeeld door Edward Norton) kort aan de Slag van Montigisard, als de grootste overwinning die hij op zestienjarige leeftijd had behaald op de moslims.
In Arn: The Knight Templar uit 2007 komt de Slag van Montigisard voor op het einde van de film.